# Troisième livre de pièces de clavecin de Rameau
Pour les articles homonymes, voir Troisième livre de pièces de clavecin.
Le Troisième livre de pièces de clavecin, dont le titre exact est Nouvelles Suites de Pièces de Clavecin, est le dernier recueil pour clavecin seul édité par Jean-Philippe Rameau, en 1728. Par la suite, Rameau ne composera plus pour le clavecin seul, mis à part une pièce isolée pour une occasion spécifique : La Dauphine en 1747.
Comme le recueil de 1724, celui-ci comprend deux suites dont seule la première contient les danses traditionnelles, allemande, courante et sarabande, mais sans gigue. On trouve ensuite une majorité de pièces de caractère.
Plusieurs pièces seront transcrites plus tard dans le cadre d'œuvres lyriques : Les Sauvages (dans les Indes galantes), le  Menuet I (dans Castor et Pollux), la Sarabande (dans Zoroastre).

## Suite en la
1. Allemande
2. Courante
3. Sarabande
4. Les Trois Mains
5. Fanfarinette
6. La Triomphante
7. Gavotte avec les Doubles de la Gavotte

## Suite en sol
1. Les Tricotets. Rondeau
2. L'Indifférente
3. Menuet I - Menuet II
4. La Poule
5. Les Triolets
6. Les Sauvages
7. L'Enharmonique. Gracieusement
8. L'Égyptienne

## Discographie
- Pièces de clavecin, 1724, Christophe Rousset (clavecin Henri Hemsch de 1751) , L'Oiseau-Lyre (The Decca Record Company) 1991 (OCLC 660105639)